# Dargah

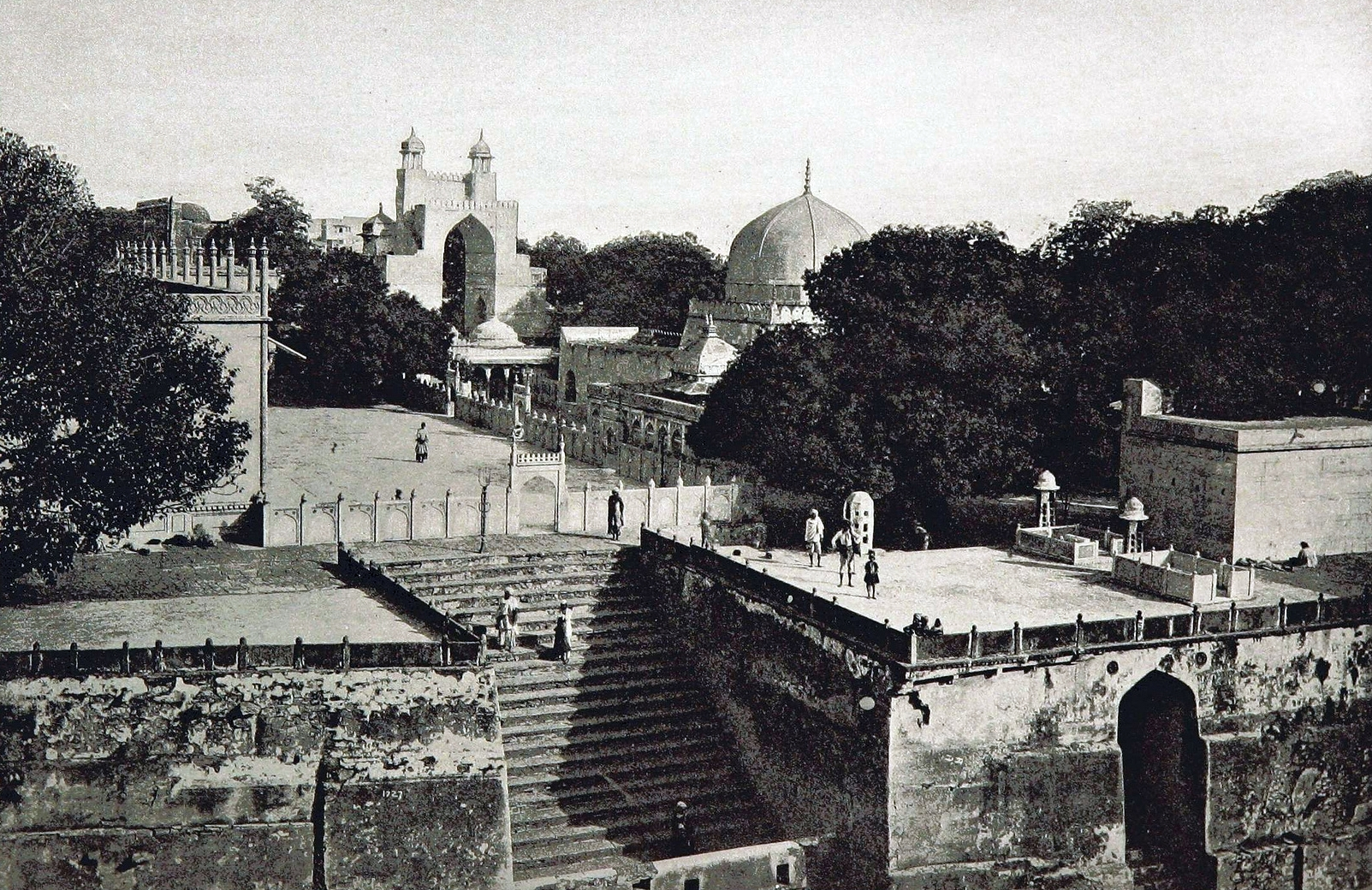
Le d'Ajmer, en Inde, est la tombe d'un soufi du XIIIe siècle (photo de 1893).

Un dargāh (en persan : درگاه), turc : dergah) est un sanctuaire construit sur la tombe d'un personnage, souvent un soufi, vénéré pour sa sainteté et sa piété, en particulier en Inde, mais plus généralement en Asie du Sud. Dans cette région, le dargah est au centre du culte des saints. 
Le dargah est souvent le lieu d'une intense dévotion et d'une vie sociale très riche, qui met souvent en contact musulmans et hindous. Il joue aussi un rôle important dans la vie politique.

## Vocabulaire
Littéralement, le terme signifie «lieu (gāh) d'une porte (dar) », soit en persan moderne « seuil » (de la maison d'un supérieur); en Perse, il peut renvoyer à un palais royal, ou encore à un lieu d'audience (d'un souverain),,,. Il a toutefois très souvent le sens de mausolée ou de tombeau, en particulier dans le sous-continent indien,, mais aussi en Iran et en Turquie.

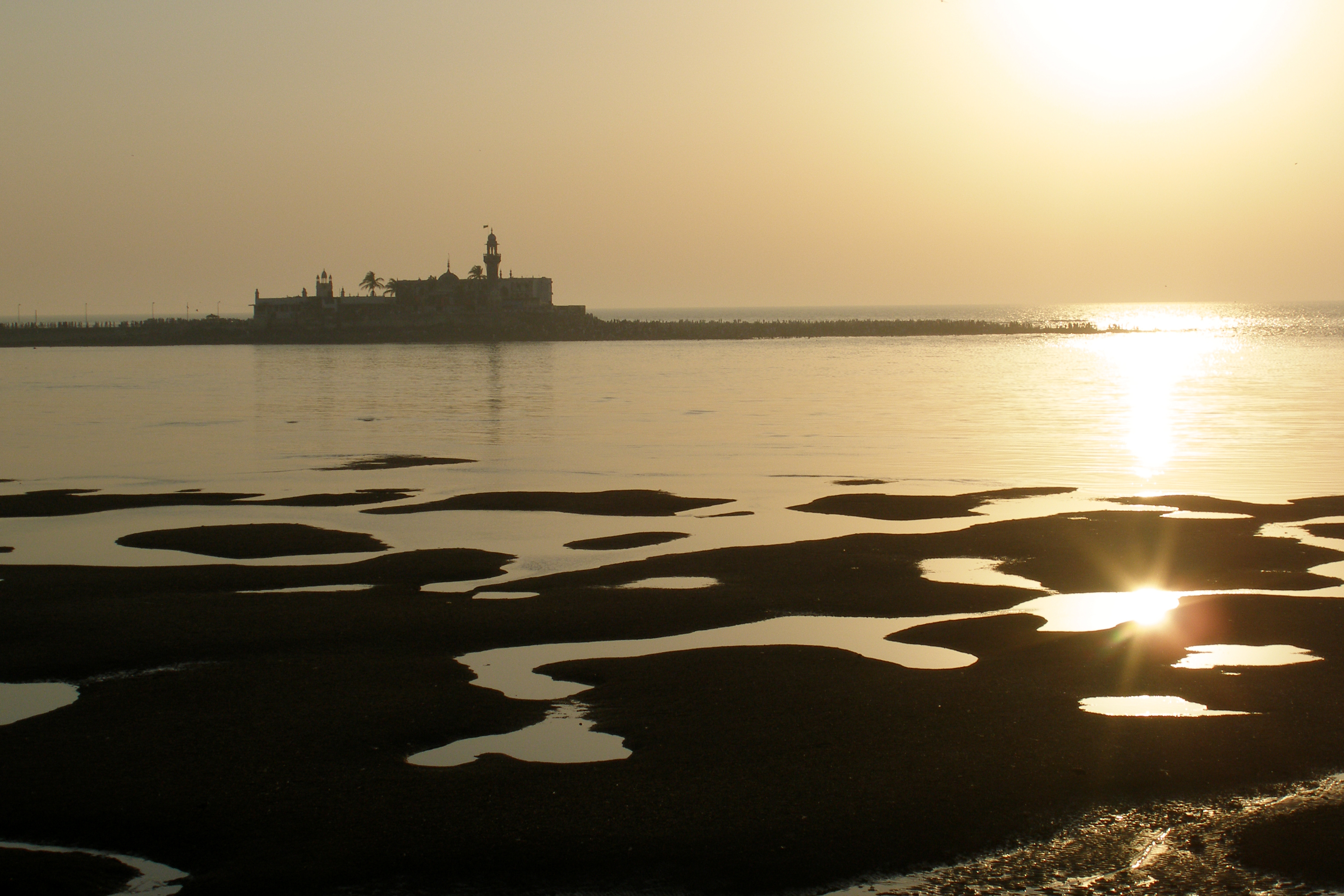
Haji Ali Dargah à Bombay, bâti en 1431.

Toutefois, en Inde, on utilise différents mots pour désigner ce genre d'institution, termes qui donnent une indication sur les spécificités de l'édifice: On a ainsi les mazars (en persan : مزار) qui désigne aussi un tombeau, révéré et servant de lieu de pèlerinage; il s'agit cependant de modestes tombes. On trouve aussi les mots takya  (arabe; en turc tekke) et le persan khânqâh, mais ces mots en Inde renvoient à un hospice ou à un monastère, respectivement de petite et de grande taille, où vivent nécessairement des soufis. Enfin, le mot dargah — qui est donc le seuil de la maison d'un supérieur — renvoie par métonymie à l'ensemble du sanctuaire et en fait donc un objet de respect. L'orientaliste Marc Gaborieau note que le mot renvoie au vocabulaire impérial (ce que la notice de Gilbert Lazard à propos de darghâ indiquait déjà), car « le saint est le véritable sultan de l'Inde; son sanctuaire est traité comme un "palais", car c’est ainsi qu’il faut traduire le terme dargâh ».

#### Ouvrages
- (en) Mumtaz Currim, George Michell, Dargahs: Abodes of the Saints, Mumbai, The Marg Foundation, 2004, 152 p. (ISBN 978-8-185-02665-7)
- (en) Christian W. Troll (Ed.) (Introduction de Marc Gaborieau), Muslim Shrines in India. Their Character, History and Significance, Delhi, Oxford University Press, 2004 (1re éd. 1989), 356 p. (ISBN 978-0-195-67177-3, présentation en ligne)
- (en) Carl W. Ernst (en) et Bruce B. Lawrence, Sufi Martyrs of Love. Chishti Sufism in South Asia and Beyond, New York, Palgrave McMillan, 2003, 241 p. (ISBN 978-1-403-96027-6), p. 81-104 (Chap. 5: The Major Chishti Shrines) et passim

#### Articles
- Marc Gaborieau, « Un sanctuaire soufi en Inde : le dargâh de Nizamuddin à Delhi », Revue de l’histoire des religions, no 4,‎ 2005, p. 529-555 (ISSN 0035-1423, DOI 10.4000/rhr.4229).
- (en) Carolyn Heitmeyer, « Religion as Practice, Religion as Identity: Sufi Dargahs in Contemporary Gujarat », South Asia: Journal of South Asian Studies, vol. 34, no 3,‎ 2011, p. 485-503 (DOI 10.1080/00856401.2011.620557)
- Denis Matringe, « Les dargâh des pays de l'Indus », dans Mohammad Ali Amir-Moezzi, Lieux d'islam. Cultes et cultures de l'Afrique à Java, Paris, Autrement, 1996, 349 p. (ISBN 978-2-862-60580-7), p. 255-273.